# Alfie Mawson
Alfie Robert John Mawson (* 19. Januar 1994 in Hillingdon, London) ist ein ehemaliger englischer Fußballspieler. Der Innenverteidiger stand zuletzt bei den Wycombe Wanderers unter Vertrag.

## Karriere

### FC Brentford

#### Anfänge und erfolglose Leihgeschäfte
Alfie Mawson, der bis dahin in den Jugendmannschaften des FC Reading spielte, wechselte 2010 zum FC Brentford. Vorerst erneut in der Jugend Brentfords aktiv, erhielt er 2012 einen Zweijahresvertrag in der Profimannschaft der Bees. Mawson wurde jedoch in seinem ersten Jahr dreimal in Folge zum Fünftligisten Maidenhead United verliehen für den er insgesamt in zwölf Ligaspielen zum Einsatz kam. Nach seiner Rückkehr zu Brentford wurde er im Januar 2013 erneut verliehen, diesmal zu Luton Town. Für den National-League-Verein kam Mawson in einem Jahr jedoch nur zu einem einzigen Einsatz. Am 31. Januar 2014 wechselte Mawson bereits zum fünften Mal in seiner kurzen Laufbahn leihweise in die fünftklassige National League, als Welling United ihn bis zum Ende der Saison 2013/14 auslieh. Dort kam er in neun Spielen zum Einsatz, in denen ihm ein Tor gelang.

#### Durchbruch bei den Wycombe Wanderers
Am 9. August 2014 wechselte er für einen Monat leihweise zum Football-League-Two-Verein Wycombe Wanderers, wo er den verletzten Gary Doherty ersetzen sollte. Nachdem Mawson in den ersten sechs Partien der Saison 2014/15 in allen Spielen zum Einsatz kam und ansprechende Leistungen im Trikot der Wanderers zeigte, verlängerte der Klub das Leihgeschäft bis 1. Januar 2015. Mawson bestritt bis zum 18. Spieltag jedes Spiel über 90 Minuten, bis ihn eine Verletzung für ein Spiel zum Aussetzen zwang. Danach rückte er wieder an seinen Platz in der Innenverteidigung an der Seite seines ehemaligen Teamkollegen bei Brentford Aaron Pierre.
Am 3. Januar wurde die Leihe Mawsons erneut verlängert, diesmal bis zum Saisonende. In der restlichen Saison fehlte Mawson keine Minute mehr am Platz und kam auf 45 Ligaspiele. Die Wycombe Wanderers beendeten die Saison auf dem vierten Rang und hatten nun die Möglichkeit, sich über die Playoffs den letzten Aufstiegsplatz zu sichern. Im Hinspiel des Halbfinales gegen Plymouth Argyle war Mawson in der Innenverteidigung neben Pierre gesetzt. Wycombe konnte das Spiel im Home Park, dem Heimstadion Plymouths, mit 3:2 gewinnen und sich so eine hervorragende Ausgangsposition für das Rückspiel sichern. Im Adams Park avancierte Mawson schließlich zum Matchwinner, als er das 1:0 von Paul Hayes vorbereiten konnte und in Minute 35 persönlich die Vorentscheidung per Kopf erzielte. Das Spiel endete schließlich 2:1 und Wycombe stand im Finale des Playoffs um den Aufstieg in die Football League One. Im Finale traf man im Wembley auf Southend United. Das Spiel ging nach einem 0:0-Unentschieden in der regulären Spielzeit in die Verlängerung. Dort ging Wycombe in der 95. Minute durch ein Eigentor in Führung, kassierte jedoch in Minute 120+2 den Ausgleich. Im Elfmeterschießen verwertete Mawson seinen Versuch, dennoch verlor sein Team letztendlich mit 8:7 und musste die Aufstiegshoffnungen begraben. Alfie Mawson wurde nach seiner starken Saison von Spielern und Fans zu Wycombes Spieler der Saison gekürt. Bei der Wahl zum League-Two-Spieler der Saison belegte er den 3. Platz.

### FC Barnsley
Nach Leihende kehrte er nicht Brentford zurück und ließ seinen Vertrag auslaufen. Nach drei Jahren bei Brentford, ohne jemals ein Spiel für die Bees bestritten zu haben, unterschrieb beim FC Barnsley einen Dreijahresvertrag. Auch in der Football League One glänzte Mawson durch Kontinuität. Die Saison 2015/16 startete Mawson gar als Kapitän seiner Mannschaft. Mit Barnsley errang Mawson am 3. April 2016 die EFL Trophy, als man im Finale Oxford United mit 3:2 besiegte. Auch in der Liga überzeugte er in der Innenverteidigung der Tykes und kam in der  in 45 Ligaspielen zum Einsatz. Barnsley beendete die Saison auf Platz 6 und konnte sich dadurch für die Aufstiegsplayoffs qualifizieren. Nachdem man zuerst im Halbfinale den FC Walsall deutlich mit zwei Siegen ausschaltete, konnte man auch im Finale den FC Millwall mit 3:1 besiegen und stieg dadurch in die Football League Championship auf.

### Swansea City

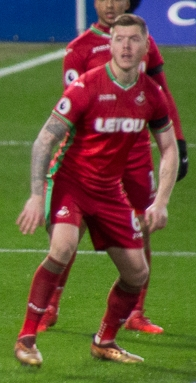
Mawson im Trikot von Swansea City (2017)

Nach vier Einsätzen für Barnsley in der Championship, wechselte Alfie Mawson am Deadline-Day 2016 zum walisischen Premier-League-Verein Swansea City. Sein Debüt für seinen neuen Verein bestritt er am 22. Oktober 2016 beim torlosen Unentschieden gegen den FC Watford. Sein erster Treffer im Trikot der Swans gelang ihm am 3. Januar 2017 beim 2:1-Auswärtssieg über Crystal Palace. In der nächsten Spielzeit 2017/18 geriet sein Verein in Abstiegsschwierigkeiten. Auch Mawson, welcher in allen 38 Spielen zum Einsatz kam, konnte den Abstieg Swanseas nicht verhindern.

### FC Fulham
Nach dem Abstieg Swanseas zog es Mawson zum Premier-League-Aufsteiger, welche eine Ablösesumme in Höhe von circa 17 Millionen Euro für dessen Dienste nach Wales überwiesen. Bei den Cottagers unterschrieb Mawson einen Vierjahresvertrag. In der Saison 2018/19 absolvierte er 15 Einsätze für die Cottagers und musste mit dem Verein den Abstieg in die Championship hinnehmen. In der nächsten Spielzeit 2019/20 kehrte er mit Fulham wieder in die Premier League zurück. Für ihn war die Saison jedoch bereits im Januar 2020 aufgrund einer Knieverletzung vorbei, von dieser er sich bis August nicht erholen konnte. Insgesamt bestritt er 27 Ligaspiele.

#### Leihe zu Bristol City
Am 6. September 2020 wechselte Mawson zum Zweitligisten Bristol City. Die Leihe wurde im Februar 2021 abgebrochen, nachdem Mawson sich einen Kreuzbandriss zugezogen hatte. Bis zu diesem Zeitpunkt hatte er in der Saison 2020/21 elf Ligaspiele bestritten.

## Nationalmannschaft
Mawson spielte sechsmal für die englische U-21-Nationalmannschaft. Seinen einzigen Treffer konnte er bei der U-21-Fußball-Europameisterschaft 2017 im Sieg gegen die Slowakei erzielen.
Am 15. März 2018 wurde Mawson für den Kader der englischen A-Auswahl für die Freundschaftsspiele gegen die Niederlande und Italien nominiert.

## Erfolge
FC Barnsley
- Aufstieg in die Football League Championship: 2015/16
- Gewinner der Football League Trophy: 2015/16